# پرچم پادشاهی هابسبورگ
در دوره زمامداری رودلف یکم هابسبورگ و پس از قرارداد راینفلدن در سال ۱۲۸۳ ترکیب رنگی قرمز-سفید-قرمز به‌طور گسترده در پرچم‌ها مورد استفاده قرار گرفت و تبدیل به نماد اتریش شد. سیاه و زرد سال‌ها بعد به دلیل سده‌ها فرمانروایی دودمان هابسبورگ بر امپراتوری مقدس روم از پرچم رسمی این امپراتوری اقتباس شدند و در کنار رنگ‌های سنتی اتریش مورد استفاده قرار گرفتند. پرچم بنیادی امپراتوری مقدس روم زمینه‌ای زرد داشت و به عقابی دوسر و سیاه رنگ مزین شده بود. این پرچم به دلیل طراحی پیچیده و دشواری تولید در سده ۱۸ با یک پرچم ساده‌تر بدون نماد و با دو نوار مساوی سیاه و زرد جایگزین شد. با فروپاشی امپراتوری مقدس روم در سال ۱۸۰۴ این پرچم برای استفاده به عنوان پرچم شهروندی در امپراتوری اتریش تأیید شد. این پرچم سپس در اتریش-مجارستان به عنوان پرچم بخش اتریشی سیسلتنیا مورد استفاده قرار گرفت و حتی گاهی به عنوان پرچم ملی تمام امپراتوری تا سال ۱۹۱۸ و فروپاشی اتریش-مجارستان استفاده می‌شد.
از دوره فرمانروایی امپراتور یوزف دوم نیروی دریایی اتریش و پس از آن اتریش-مجارستان از یک پرچم دریایی بر اساس رنگ‌های قرمز-سفید-قرمز استفاده کرد که با نشانی به همان رنگ‌ها مزین شده بود. این پرچم به همراه پرچم زرد و سیاه دودمان هابسبورگ همزمان با فروپاشی پادشاهی دوگانه در سال ۱۹۱۸ منسوخ شد. با این حال دولت نوپای جمهوری اتریش آلمانی از سه رنگ قرمز-سفید-قرمز به عنوان پرچم ملی خود استفاده کرد و این رنگ‌ها امروزه به عنوان پرچم ملی اتریش پذیرفته شده‌اند.
امروزه گرچه پرچم هابسبورگ دیگر در اتریش کاربرد ندارد اما پرچم‌های آلمان، مونیخ، بادن-وورتمبرگ، بلژیک و نمور از این پرچم اقتباس شده و امروزه استفاده می‌شوند.